# الشعب (ذي السفال)

تعديل مصدري - تعديل

الشعب  هي إحدى حارات مدينة ذي السفال أحد مدن محافظة إب، بلغ تعداد سكانها 275 نسمة حسب تعداد اليمن لعام 2004.